# François Van den Bossche (soappersonage)
François Van den Bossche is een personage uit de VTM-televisieserie Familie. Hij is de broer van Pierre Van den Bossche en de schoonbroer van Anna Dierckx. François werd van 1992 tot 1996 gespeeld door Bob Stijnen.

## Overzicht
François Van den Bossche is de broer van Pierre Van den Bossche en bijgevolg dus de schoonbroer van Anna Dierckx. Hoewel zijn broer al enkele jaren overleden is, heeft hij nog altijd een goede band met zijn schoonzus. François is bij het begin van de serie getrouwd met Simonne Vercauteren.
François en Simonne hebben samen een zeer succesvolle schoenenfabriek uit de grond gestampt. In 1992 besluit François de leiding van zijn fabriek uit handen te geven en gaan hij en Simonne met pensioen. Even later wordt hij manager van zijn nichtje Rita wanneer deze zich terug aan een zangcarrière waagt. Hij stelt Simonne aan als Rita's kleedster en schminkster. Wanneer Simonne symptomen van dementie begint te krijgen, besluit hij zijn functie als manager op te geven. Het zorgen voor Simonne wordt François te zwaar en hij besluit een thuisverpleegster te nemen om Simonne te verzorgen. Na verloop van tijd begint hij een relatie met Liliane Faes, de nieuwe thuisverpleegster van Simonne. Deze nieuwe relatie krijgt veel tegenwerking van de familie Van den Bossche en in het bijzonder van Anna. Wanneer het niet meer mogelijk is om Simonne door haar ziekte thuis te verzorgen, neemt François de moeilijke beslissing Simonne te laten opnemen in een rusthuis.
François heeft ook aandelen in VDB Electronics, het electronicabedrijf van zijn neef Guido. Wanneer Guido ontvoerd wordt door de electronicamaffia, verkoopt onder andere zijn echtgenote Marie-Rose haar aandelen van Electronics aan Didier De Kunst opdat ze zo genoeg losgeld bij elkaar zou krijgen. Didier De Kunst kan ook de andere aandeelhouders overtuigen hun aandelen te verkopen. Op een dag krijgt ook François Didier De Kunst aan de deur die hem voorstelt om hem zijn aandelen te verkopen zodat Didier de meerderheid van de aandelen van VDB Electronics in handen heeft en hij dus eigenaar wordt van het bedrijf. Door de slechte reacties van de familie Van Den Bossche over zijn relatie met Liliane, besluit hij zijn aandelen te verkopen als "wraakactie". Hij krijgt hier al erg rap spijt van. Enige tijd later vraagt Didier De Kunst hem om CEO te worden van VDB Electronics. Hij aanvaardt dit aanbod met in het achterhoofd dat Guido zijn stoel terug kan overnemen als hij teruggevonden wordt. Wanneer Guido kan ontsnappen, blijkt Didier De Kunst niet gewonnen voor Guido terug als CEO van Electronics. François en de overige personeelsleden zorgen er voor dat Guido via achterpoortjes toch de nodige informatie over VDB Electronics krijgt om op termijn het bedrijf terug te kunnen overnemen. Wanneer Didier De Kunst dit te weten komt, ontslaat hij François als CEO. François investeert hierna nog in het nieuwe bedrijf van Guido, VDB Systems. Na verloop van tijd verkoopt hij zijn aandelen in VDB Systems aan Guido en verlaat het zakenleven.
In 1994 overlijdt Simonne in het rusthuis aan de gevolgen van dementie en ook zijn relatie met Liliane loopt op de klippen.
Nadien begint François een relatie met Mia Dondeyne, de secretaresse van Guido. Deze relatie zorgt voor erg veel opschudding in de familie omwille van het leeftijdsverschil tussen de twee. François en Mia besluiten toch met elkaar te trouwen. Na hun huwelijk vertrekken ze op huwelijksreis. De familie krijgt echter verschrikkelijk nieuws te horen: François en Mia zijn omgekomen door een vliegtuigcrash op huwelijksreis.